# Релативистично забавяне на времето
Релативистично забавяне на времето е кинематичен ефект, описан от теорията на относителността, който се заключава в това, че за движещ се наблюдател, всички физични процеси протичат по-бавно, отколкото за неподвижен наблюдател, при отчитане на времето в неподвижна отправна координатна система. Релативистичното забавяне на времето е стриктно относителен ефект, чието последствие може да бъде наблюдавано само след като часовниците на двата наблюдателя се сравнят в неподвижна отправна координатна система, но двата наблюдателя не усещат никакъв ефект в техните координтни системи преди двата им часовника бъдат сравнени. Интересно последствие на това явление е когато скоростта на един от двата наблюдателя достигне скоростта на светлината. В този лимит, часовникът на обектът движещ се със скоростта на светлината, ще покаже че никакво време не е протекло, когато бъде сравнен с часовникът на обект в неподвижна координатна система. Като илюстрация на това явление се привежда парадоксът на близнаците. 
Забавяне на времето може също да бъде наблюдавано когато двата наблюдателя се намират на различно разстояние от гравитационна маса. В този случай, явлението е често наричано гравитационно релативистично забавяне на времето, защото е последствие от разликата в силата на гравитационното поле, в което двата наблюдателя се намират.
Последствиата на теорията на относителността са наблюдавани на международната космическа станция, която се намира в по-слабо гравитационно поле и се движи с висока скорост, и впоследствие трябва да коригира своите часовници.

## Забавянето на времето предизвикано от относителна скорост
Количествено описание на забавянето във времето може да се изчисли от Лоренцовите трансформации. Времето протекло за движещ се обект може да се изчисли чрез
{\displaystyle \Delta t'={\frac {\Delta t}{\sqrt {1-v^{2}/c^{2}}}}}
където {\displaystyle v} описва относителната скорост между двата обекта и {\displaystyle \Delta t} е времето протекло за недвижимият обект. Този резултат може да бъде показан чрез мислов експеримент, който наблюдава разликата в изминатото разстояние на фотон в неподвижен и в подвижен влак, в сравнение с неподвижна отправна координатна система.